# Esajas (profet)
Esajas er en profet, som kendes fra Esajas’ Bog i Det Gamle Testamente. Fra denne har man hentet flest tekster til Folkekirkens gudstjeneste.
Det er fordi man her finder tekster, som kristne fra starten har læst som forudsigelser om Jesus. Esajas navn er hebraisk og betyder Herren frelser. Faktisk er navnet dannet af den samme rod som navnet Jesus. 
Både Esajas Bog og Anden Kongebog fortæller, at Esajas er blevet udvalgt af Gud til at fortælle israelitterne om to helt modsatrettede ting, nemlig om dom og frelse. Inden Esajas kan profetere, renser en engel hans læber med gloende kul.